# Cyclophora albiocellaria
Cyclophora albiocellaria là một loài bướm đêm trong họ Geometridae.

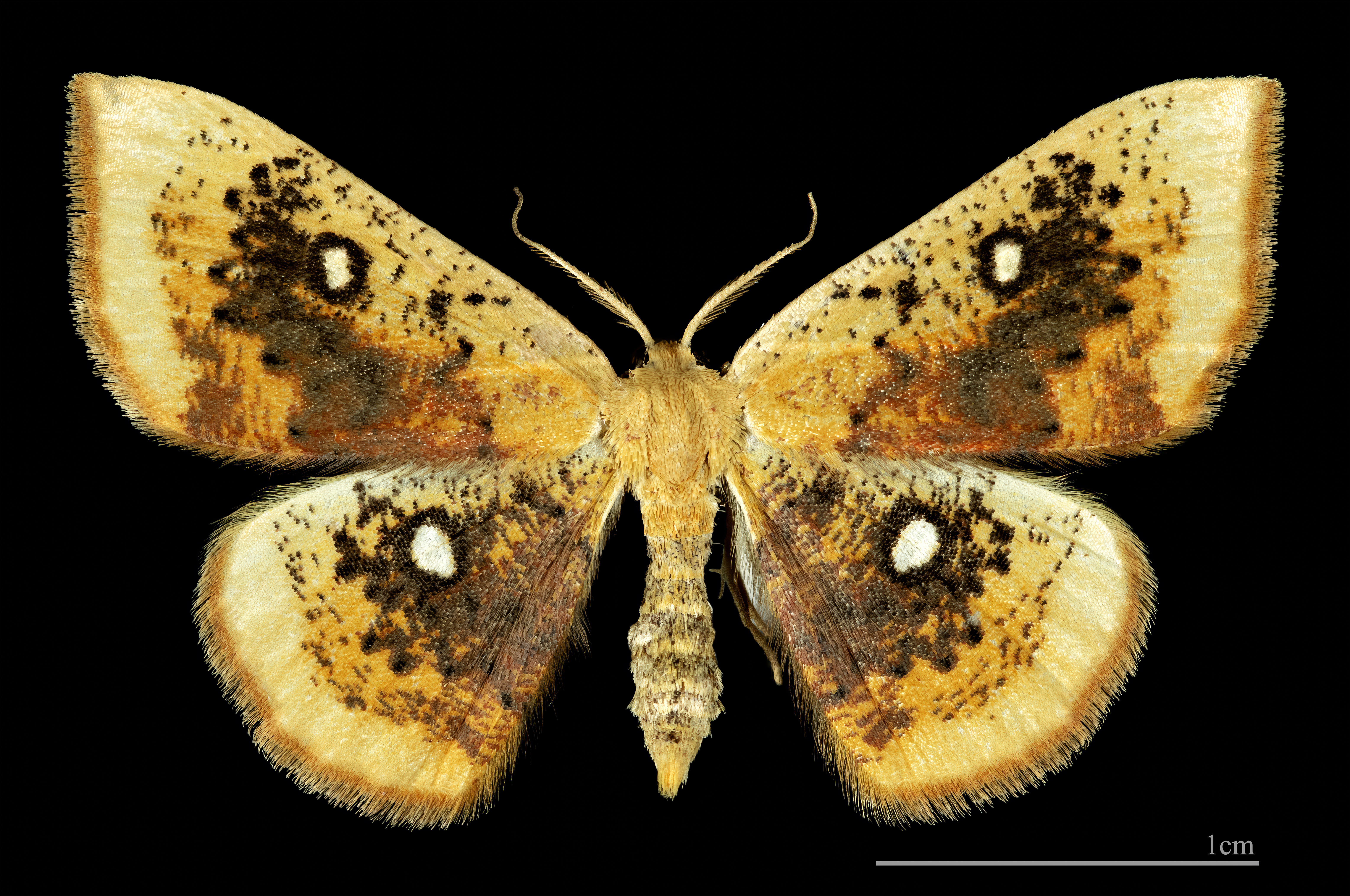
♂
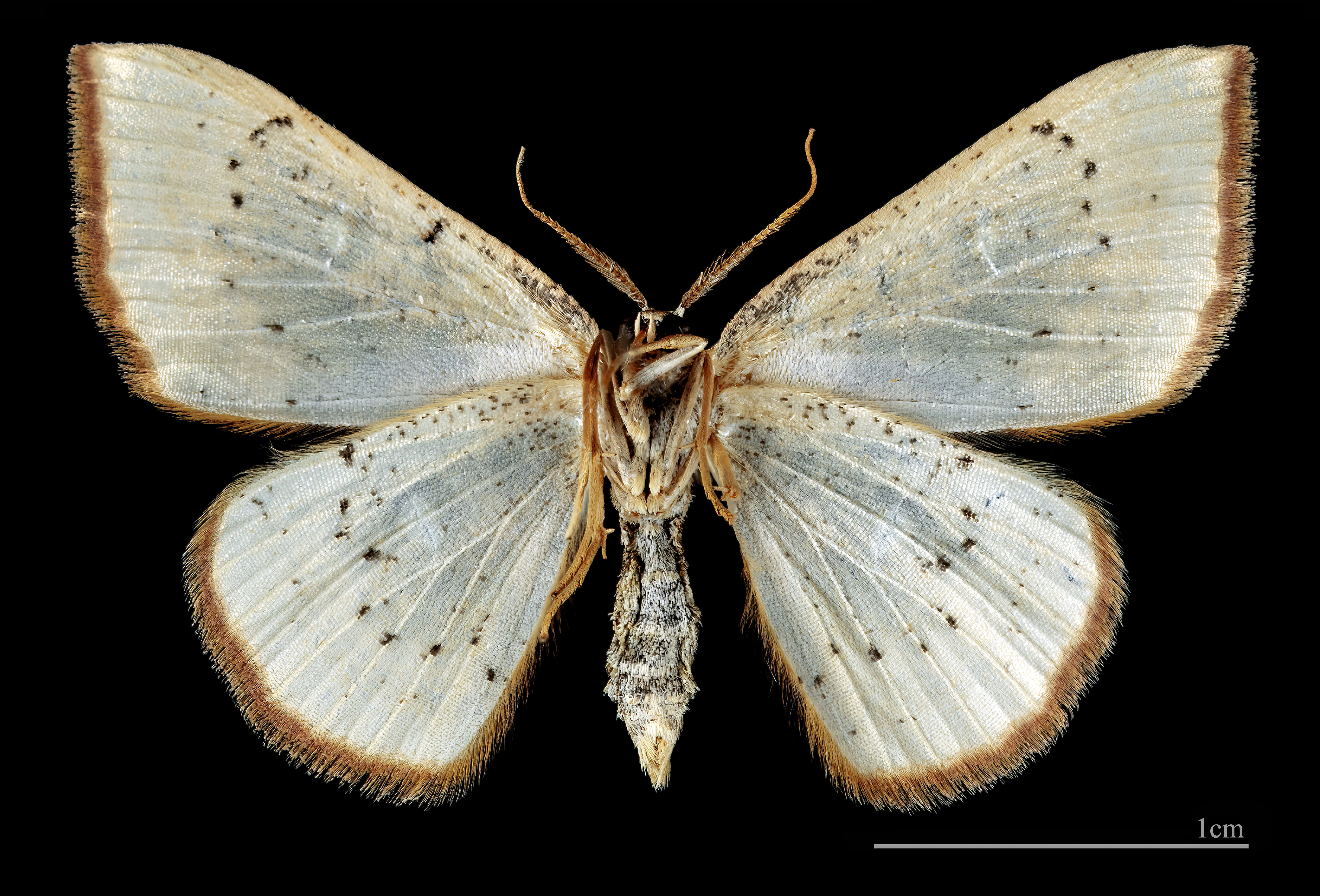
♂ △